# Franz Achermann
Franz Achermann (* 1. August 1820; † 21. Juli 1885 in Buochs) war ein Schweizer Politiker. Von 1863 bis 1874 gehörte er als konservativer Vertreter dem Regierungsrat des Kantons Nidwalden an.

## Leben
Er war der jüngste Sohn des Regierungsrats Stanislaus Achermann und der Elisabeth von Flüe. Nach dem Besuch der Lateinschule bei den Kapuzinern in Stans wurde er Landwirt. 
Seine politische Karriere auf lokaler Ebene begann 1856 mit dem Einzug in den Gemeinderat von Stans. Er war zwischen 1856 und 1874 Gemeinderat und von 1864 bis 1874 Gemeindepräsident des Nidwaldner Hauptorts Stans. Seine Ämter auf kantonaler Ebene waren die eines Ratsherrn von 1856 bis 1874 und eines Regierungsrats des Kantons Nidwalden zwischen 1863 und 1874. Im Jahr 1874 gab er mit Ausnahme des Kirchenrats alle politischen Ämter auf.  
Im Militär hatte Achermann den Rang eines Hauptmanns der 2. Landwehrkompanie im Sonderbundskrieg. Da er auf der Verliererseite stand, beendete er seine militärische Karriere nach dem Sonderbundskrieg. Er heiratete 1860 Marie Anna Wyrsch. Die Ehe blieb kinderlos.